# 메시에 25

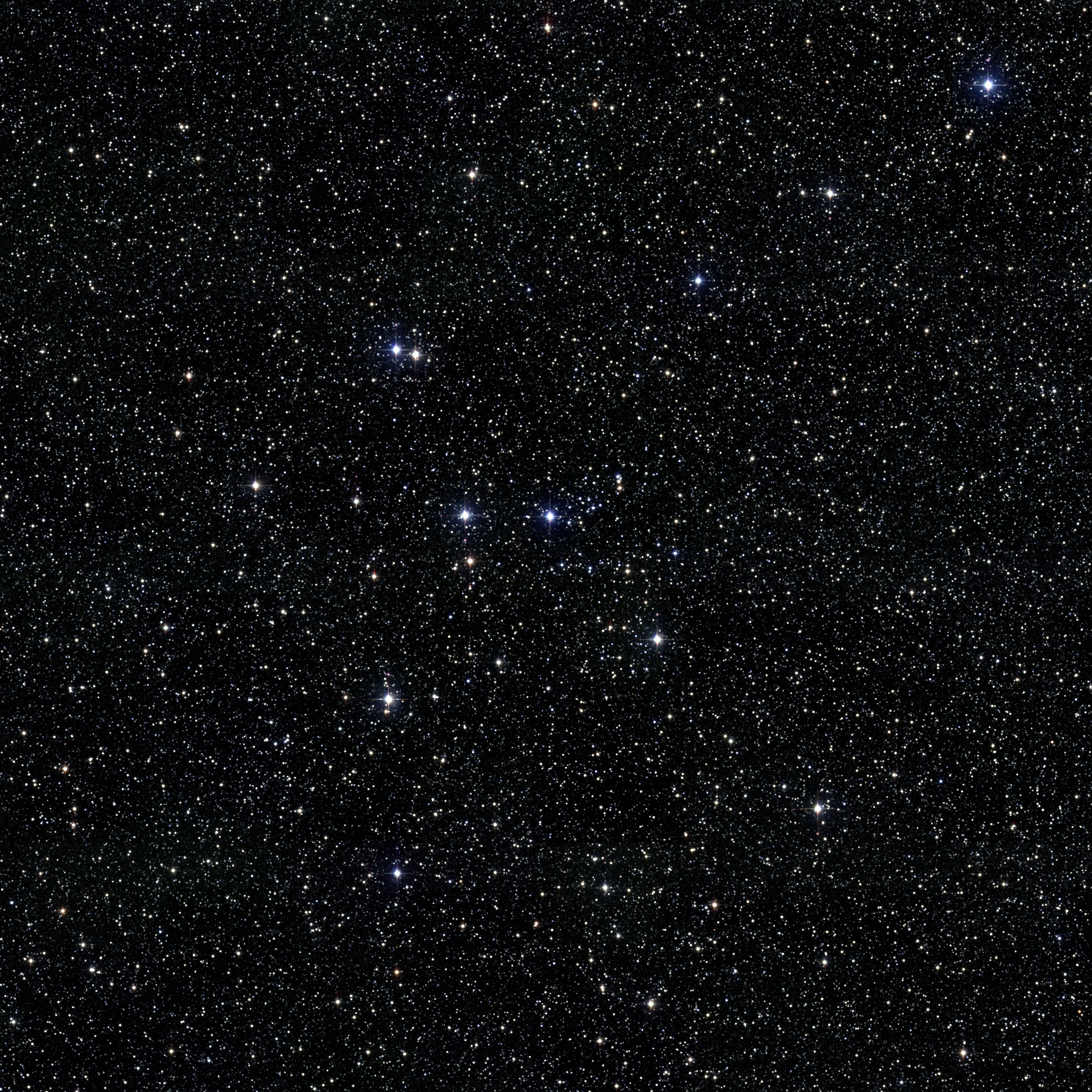
M25

M25(IC 4725)는 궁수자리 내에 있는 산개 성단이다. 1745년 Philippe Loys de Chéseaux가 처음 발견하고, 1764년 샤를 메시에가 메시에 천체 목록에 넣었다.
M25는 지구에서 약 2,000광년 떨어져 있다. 겉보기 등급은 +4.6등급이며, 시직경은 32분으로 대략 19광년 정도의 크기다.

## 같이 보기
- 메시에 천체 목록